# الدجاج كنموذج بحث بيولوجي
الدجاج كنموذج بحث بيولوجي تم استخدام الدجاجة (جالوس جالوس لوكالوس) وبيضها على نطاق واسع كنماذج بحثية طوال تاريخ علم الأحياء. اليوم يستمرون في العمل عليه كنموذج مهم لبيولوجيا الإنسان الطبيعية وكذلك عمليات الأمراض المرضية.

## تاريخ

### أجنة الدجاج كنموذج بحثي

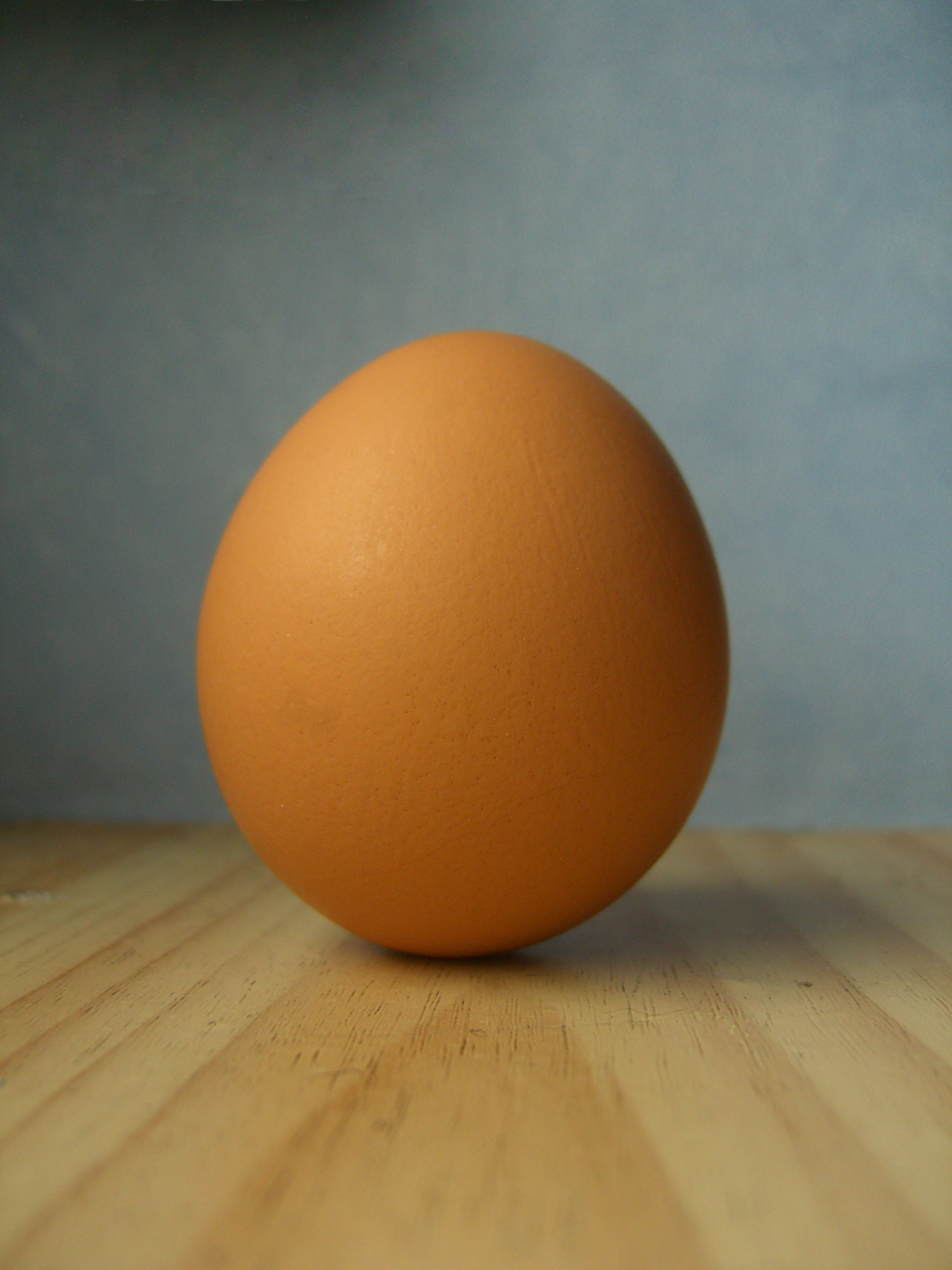
بيضة دجاج.

إن افتتان الإنسان بالدجاجة وبيضتها متجذر بعمق في التاريخ لدرجة أنه من الصعب تحديد متى بدأ استكشاف الطيور بالضبط. في وقت مبكر من عام 1400 قبل الميلاد، قام المصريون القدماء بحضانة بيض الدجاج بشكل مصطنع لنشر إمداداتهم الغذائية. ظهرت الدجاجة النامية في البيضة لأول مرة في التاريخ المكتوب بعد أن لفتت انتباه الفيلسوف اليوناني الشهير أرسطو حوالي 350 قبل الميلاد. عندما فتح أرسطو بيض الدجاج في نقاط زمنية مختلفة من الحضانة، لاحظ كيف تغير الكائن الحي بمرور الوقت. من خلال كتاباته لـ هيستوريا الحيوان، قدم بعض الدراسات المبكرة لعلم الأجنة بناءً على ملاحظاته عن الدجاجة في البويضة.
أدرك أرسطو أوجه تشابه كبيرة بين نمو الإنسان والدجاج. من خلال دراسته للكتاكيت النامية، كان قادرًا على فك شفرة دور المشيمة والحبل السري في الإنسان بشكل صحيح.
أدت أبحاث الفرخ في القرن السادس عشر إلى تحديث الأفكار بشكل كبير حول فسيولوجيا الإنسان. استخدم العلماء الأوروبيون، بما في ذلك يوليس الدروفاندي و فولشر كوتييه و وليام هارفي، الكتكوت لإثبات تمايز الأنسجة، ودحض الاعتقاد السائد بأن الكائنات الحية "تتشكل" في نسختها البالغة ولا تكبر إلا أثناء التطور. تم التعرف على مناطق نسيجية مميزة نمت وأدت إلى ظهور هياكل محددة، بما في ذلك الأديم الأرومي، أو أصل الفرخ. كما راقب هارفي عن كثب تطور القلب والدم وكان أول من لاحظ التدفق الاتجاهي للدم بين الأوردة والشرايين. سمح الحجم الكبير نسبيًا للكتاكيت ككائن نموذجي للعلماء خلال هذا الوقت بإجراء هذه الملاحظات المهمة دون مساعدة من المجهر.
أدى التوسع في استخدام المجهر إلى جانب تقنية جديدة في أواخر القرن الثامن عشر إلى كشف النقاب عن الصيصان النامي للفحص عن قرب. من خلال قطع ثقب في قشر البيض وتغطيته بقطعة أخرى من القشرة، تمكن العلماء من النظر مباشرة إلى البيضة بينما استمرت في التطور دون الجفاف. سرعان ما حددت الدراسات التي أجريت على الفرخ النامي الطبقات الجرثومية الجنينية الثلاث: الأديم الظاهر والأديم المتوسط والأديم الباطن، مما أدى إلى ظهور مجال علم الأجنة.
وصفت استجابة المضيف مقابل الكسب غير المشروع لأول مرة في جنين الدجاج. وجد جيمس مورفي (عالم أحياء) (1914) أن أنسجة الفئران التي لا يمكن أن تنمو في الدجاج البالغ نجت في الدجاج النامي. في حيوان مؤهل مناعياً، مثل الدجاج الناضج، تهاجم الخلايا المناعية المضيفة الأنسجة الغريبة. نظرًا لأن الجهاز المناعي للكتاكيت لا يعمل حتى يوم 14 تقريبًا من الحضانة، يمكن أن تنمو الأنسجة الغريبة. في النهاية، أظهر مورفي أن قبول ترقيع الأنسجة كان خاصًا بالمضيف في الحيوانات ذات الكفاءة المناعية.
كانت زراعة الفيروس صعبة من الناحية الفنية. في عام 1931، طور إرنست جودباستور وأليس مايلز وودروف تقنية جديدة تستخدم بيض الدجاج لنشر فيروس الجدري. بناءً على نجاحهم، استخدم الفرخ لعزل فيروس النكاف لتطوير اللقاح ولا يزال يستخدم في استنبات بعض الفيروسات والطفيليات اليوم.
إن قدرة الأعصاب الجنينية للدجاج على اختراق ورم الفأر أوضحت لريتا ليفي مونتالسيني أن الورم يجب أن ينتج عامل نمو قابل للانتشار (1952). حددت عامل نمو الأعصاب الذي أدى إلى اكتشاف عائلة كبيرة من عوامل النمو التي تعتبر منظمات رئيسية أثناء التطور الطبيعي وتطور المرض بما في ذلك السرطان.

### الدجاج البالغ كنموذج بحثي
قدم الدجاج البالغ أيضًا مساهمات كبيرة في تقدم العلم. عن طريق تلقيح الدجاج ببكتيريا الكوليرا (باستوريلا مولتوسيدا) من نبتة متضخمة، وبالتالي مخففة، أنتج لويس باستور أول لقاح مخفف مشتق من المختبر (ستينيات القرن التاسع عشر). استمر التقدم الكبير في علم المناعة والأورام في تمييز القرن العشرين، والذي ندين به لنموذج الدجاج.
فاز بيتون روس (1879-1970) بجائزة نوبل لاكتشافه أن العدوى الفيروسية للدجاج يمكن أن تحفز الساركوما (روس، 1911). تابع ستيف مارتن هذا العمل وحدد أحد مكونات فيروسات الدجاج الارتجاعية، س ار سي، والتي أصبحت أول جين معروف للأورام. قام مايكل بيشوب وهارولد فارموس مع زملائهم (1976) بتوسيع هذه النتائج لتشمل البشر، حيث أظهروا أن السرطان الذي يسبب الجينات المسرطنة في الثدييات يتم تحفيزه عن طريق الطفرات في الجينات الورمية الأولية.
قسمت الاكتشافات في الدجاج في النهاية الى الاستجابة المناعية التكيفية إلى أجسام مضادة (خلية ب) واستجابات خلوية (خلية تائية). لا يمكن تحفيز الدجاج الذي فقد جرابه، وهو عضو مجهول الوظيفة في ذلك الوقت، على تكوين أجسام مضادة. من خلال هذه التجارب، استنتج بروس جليك بشكل صحيح أن الجراب مسؤول عن صنع الخلايا التي تنتج الأجسام المضادة. سميت خلايا الجراب خلايا ب لجراب بورصة لتمييزها عن الخلايا التائية المشتقة من الغدة الصعترية.

### سرطان
يعتبر جنين الدجاج نموذجًا فريدًا يتغلب على العديد من القيود المفروضة على دراسة بيولوجيا السرطان في الجسم الحي. الغشاء المشيمي، وهو نسيج خارج الجنين جيد الأوعية الدموية يقع تحت قشر البيض، له تاريخ ناجح كمنصة بيولوجية للتحليل الجزيئي للسرطان بما في ذلك تكوين الأورام الفيروسية، التسرطن، تطعيم الأورام، تكوين الأوعية الورمية،  ورم خبيث سرطاني. نظرًا لأن جنين الدجاج يعاني من نقص المناعة بشكل طبيعي، فإن الطبابة البديلة تدعم بسهولة تطعيم كل من الأنسجة الطبيعية والورم. يدعم الغشاء المشيمي الطيور بنجاح معظم خصائص الخلايا السرطانية بما في ذلك النمو والغزو وتكوين الأوعية وإعادة تشكيل البيئة المكروية.

### علم الوراثة
يتسلسل جينوم جالوس جالوس من خلال تسلسل بندقية سانجر. ورسم الخرائط الفيزيائية المكثفة القائمة على الكروموسوم الاصطناعي البكتيري. هناك أوجه تشابه جوهرية كبيرة بين جينومات الإنسان والدجاج. ومع ذلك، فإن الاختلافات بين جينومات الإنسان والدجاج تساعد في تحديد العناصر الوظيفية: الجينات وعناصرها التنظيمية، والتي من المرجح أن يتم الحفاظ عليها بمرور الوقت. يتيح نشر جينوم الدجاج التوسع في التقنيات المعدلة وراثيًا لتطوير البحث ضمن نظام نموذج الصيصان.